# Leviculus facialis
Leviculus facialis là một loài tò vò trong họ Ichneumonidae.